# Somalijski šiling
Somalijski šiling, ISO 4217: SOS je službeno sredstvo plaćanja u Somaliji. Označava se simbolom Sh.So, a dijeli se na 100 senta.

Somalijski šiling je uveden 1962. godine, kada je zamijenio istočnoafrički šiling, i to u omjeru 1:1.

U optjecaju su kovanice od 1, 5, 10, 50 senti, te 1, 5, 10, 20, 50, 100 šilinga, i novčanice od 5, 10, 20, 50, 100, 500, 1000 šilinga.